# Diego de Sagredo
Diego de Sagredo est un architecte et prêtre castillan du XVIe siècle, né vers 1490 à Burgos (alors situé dans le royaume de Castille), et mort vers 1527 à Tolède. Il était le chapelain de la reine Jeanne la Folle, et est connu pour avoir écrit le traité architectural Medidas Del Romano en 1526.

## Biographie
Il née vers les années 1490 à Burgos, alors ville importante du royaume de Castille. Il vient probablement d'une famille assez aisée, qui lui permet d'aller étudier dans la nouvelle université d'Alcalá de Henares  Il y commence ses études le 9 janvier 1512, pour les terminer 3 ans plus tard en 1515. 
L'université fut fondée par le cardinal Francisco Jiménez de Cisneros. Le cardinal protégeait Diego de Sagredo, qui fût probablement un de ses aumôniers, mais surtout son confesseur. Après la mort de celui-ci, il décide de faire un voyage en Italie. Il y découvre les nouveautés architecturales de la Renaissance italienne, mais aussi et surtout le style classique des anciens édifices romains, dont les différentes colonnes seront pour lui source de son fameux traité, et une inspiration dans son travail d'architecte.
Il effectue quelques travaux sans grandes importances dans la cathédrale de Tolède et au palais épiscopal d'Alcalá de Henares. Cependant, il apprend plus tard que de grands travaux étaient prévus dans la cathédrale de Burgos. Il en profita pour se rapprocher des artistes et des maîtres travaillant sur le chantier, se nouant même d'amitié avec certains. Ainsi, il devint ami avec le peintre Léon Picardo (qui prendra le premier rôle de son livre), le sculpteur Felipe Bigarny, mais surtout avec l'architecte Juan de Vallero, qui s'inspirera de ses idées dans ses travaux, notamment dans la conception d'éléments funéraires comme des tombes. 

## Medidas Del Romano
Medidas Del Romano (Raison d'architecture antique) premier livre parlant d'architecture de la Renaissance édité hors d'Italie. Le livre est écrit sous la forme d'un dialogue entre son ami Léon Picardo et Tampeso, dans un ton très humaniste et directement inspiré des oeuvres d'Erasme.

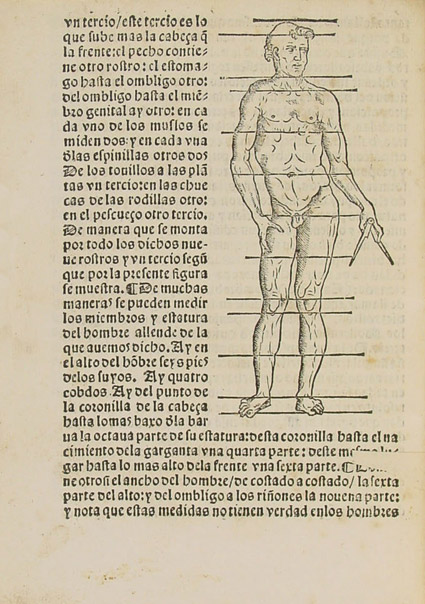

Il y traite d'un sujet alors primordial dans l'architecture de la renaissance italienne : la classification des colonnes. En partant de rapports mathématiques, de proportions considérées comme parfaites dans le corps humain, en utilisant par exemple les ouvrages de Vitruve sur les proportions parfaites, ou des fondements mathématiques de l'architecture, il écrit son livre, utilisant même des fois des informations contradictoires. Toutes ces données concernent les formes et les mesures des 4 différents types de colonnes, que Sebastiano Serlio classifiera en 1537 dans le système des 5 ordres classiques. 
Ce livre était tout d'abord destiné à l'usage des ouvriers et artisans avant d'être utilisé par les maîtres et les chefs de chantier, preuves de la reconnaissance accordée à ses travaux. De nombreux monuments s'inspirèrent directement de cet ouvrage, comme l'hôtel de Bernuy à Toulouse ou même des bâtiments dans les colonies castillanes d'Amériques.
Le livre fût publié en castillan dans le royaume de Castille en 1526, puis republié en 1549 et en 1564, au Portugal en 1541, ainsi qu'en français à Paris en 1536, puis réédité régulièrement jusqu'en 1608, où le nom de Diego de Sagredo est enfin évoqué, bien après sa mort.